# 神島村
神島村（かしまそん）は、広島県沼隈郡にあった村。現在の福山市神島町および山手町の一部にあたる。

## 地理
- 河川 ： 芦田川

## 歴史
- 1889年（明治22年）4月1日 - 町村制の施行により、近世以来の神島村が単独で自治体を形成。草戸村・佐波村と町村組合を結成し、村役場を草戸村に設置。
- 1933年（昭和8年）1月1日 - 福山市に編入。同日神島村廃止。